# Jakimowicz
Jakimowicz – nazwisko polskie. Najwięcej osób noszących to nazwisko zamieszkuje: Białystok, Gdańsk, Wrocław, Świebodzin, Jawor, Opole i Białą Podlaską. W Polsce nosi je 1305 osób.

## Ludzie noszący to nazwisko
- Andrzej Jakimowicz (1919–1992) – polski historyk sztuki, krytyk artystyczny
- Jarosław Jakimowicz (ur. 1969) – polski aktor
- Konstanty Jakimowicz (1879–1960) – polski architekt
- Marcin Jakimowicz (ur. 1971) – polski pisarz, redaktor „Gościa Niedzielnego”,
- Mieczysław Jakimowicz (1881–1917) – polski rysownik, grafik i miniaturzysta
- Roman Jakimowicz (1889–1951) – polski archeolog i muzeolog
- Teresa Jakimowicz (1931–2005) – historyk sztuki, dr hab.